# 薄片明镖水蚤
薄片明镖水蚤（学名：Heliodiaptomus lamellatus）为镖水蚤科明镖水蚤属的动物，是中国的特有物种。分布于广西等地，常生活于鱼池中。